# Magický čtverec
Magický čtverec je pojem zejména z rekreační matematiky, kde označuje čtvercovou síť o rozměrech {\displaystyle n\times n}, která je vyplněna přirozenými čísly od jedné až do {\displaystyle n^{2}} tak, že součet čísel ve všech sloupcích i obou úhlopříčkách je stejný, rovný „magické konstantě“ rovné {\displaystyle {\frac {n(n^{2}+1)}{2}}}. Takový magický čtverec se někdy nazývá normální magický čtverec, aby se odlišil od variant splňujících podmínku stejného součtu, ale obsahující jiné sady čísel.

Příklad magického čtverce řádu 3

Normální magické čtverce existují pro všechna {\displaystyle n\geq 1} s výjimkou {\displaystyle n=2}. Hodnoty magických konstant pro čtverce řádu 3, 4, 5, 6, 7, 8, … jsou 15, 34, 65, 111, 175, 260, … (posloupnost A006003 v On-line encyklopedii celočíselných posloupností).

## Nenormální magické čtverce
Příkladem nenormálního magického čtverce může být čtverec 
- tvořený pouze prvočísly, nebo
- pouze po sobě jdoucími prvočísly.

Americký matematik Harry L. Nelson se zabýval magickými čtverci řádu {\displaystyle n=3} tvořenými (devíti) po sobě jdoucími prvočísly. Ten nejmenší je dán maticí
{\displaystyle \left[{\begin{array}{ccc}1480028159&1480028153&1480028201\\1480028213&1480028171&1480028129\\1480028141&1480028189&1480028183\end{array}}\right]}
a jeho magická konstanta je 4440084513.

## Dějiny

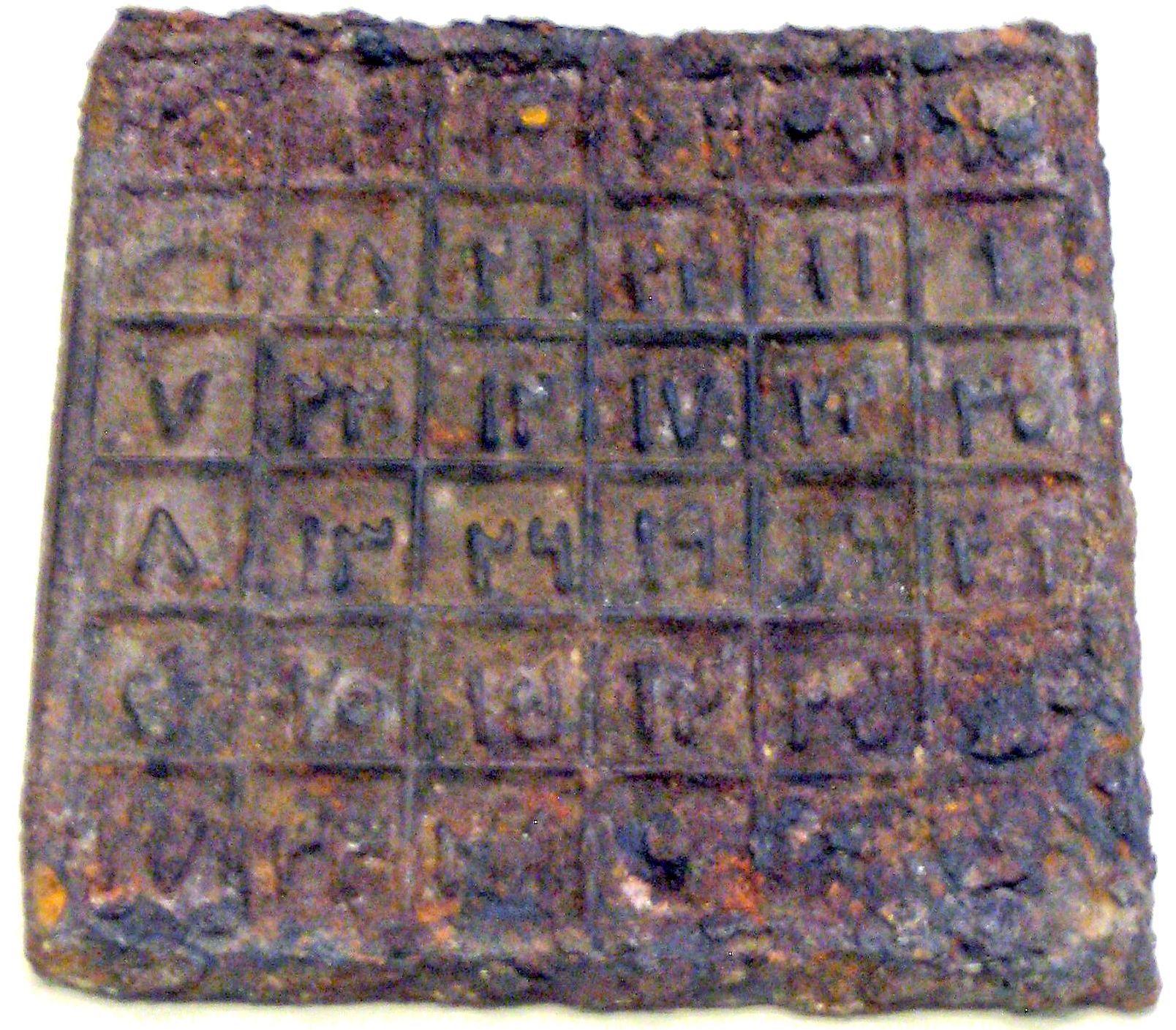
Železná tabulka s magickým čtvercem řádu 6 zapsaným arabskými čísly z Číny z období dynastie Jüan (1271–1368).

Magické čtverce byly známy čínským matematikům už v roce 650 před naším letopočtem. První magické čtverce řádu 5 a 6 se objevují v encyklopedii z Bagdádu pocházející zhruba z roku 983 našeho letopočtu.